# Državni organi Italijanske republike
Ustava Italijanske republike predpisuje načelo o delitvi oblasti, zato določa organe, ki so neobhodno potrebni za administracijo države, in podrobna pravila za njihovo delovanje. Ustavno pravo deli te organe na dve skupini, in sicer na ustavne organe in na organe ustavnega pomena.

## Ustavni organi
Ustavni organi so tisti državni organi, ki so zaradi svoje pomembnosti in nenadomestljivosti določeni naravnost v ustavi sami, ki tudi direktno disciplinira njihovo organizacijo in delovanje. Nosijo vso odgovornost državne politike. Vsaka sprememba pravil, ki so povezana z njihovo funkcijo, je sprememba ustavnega zakona. Predvideni ustavni organi so:
- predsednik republike
- parlament (poslanska zbornica plus senat)
- vlada
- ustavno sodišče
- sodstvo
- teritorialne ustanove, to je ustanove s kompetenco nad ozemljem: občine, pokrajine, metropolitanska mesta, dežele, država.

## Organi ustavnega pomena
Organi ustavnega pomena so tisti organi, ki jih ustava sicer določi, a pooblašča normalno zakonodajo za njihovo organizacijo in delovanje. Niso direktno odgovorni za državno politiko, a so soudeleženi pri izpolnjevanju te politike. Pravimo jim pomožni organi, ker pomagajo doseči in ohraniti demokratično ureditev države. Za razliko od ustavnih organov, niso nenadomestljivi in jih je moč ukiniti s formalnim popravkom ustave. Predvideni organi ustavnega pomena so:
- narodni svet za gospodarstvo in delo
- državni svet
- računski dvorec
- vrhovni sodni svet
- vrhovni obrambni svet